# Morti nel 1009
| Questa pagina contiene informazioni ricavate automaticamente dalle voci biografiche con l'ausilio del template Bio e di un bot. L'aggiornamento è periodico e automatico e ricostruisce completamente la pagina. Se manca una persona in questa lista, sei pregato di non aggiungerla, ma accertati piuttosto che la sua voce biografica contenga il template Bio e che i dati anagrafici siano correttamente compilati. Se il template Bio manca, inseriscilo tu stesso o, in alternativa, metti l'avviso {{tmp\|Bio}} che ne segnala la mancanza. Se i dati riportati sono sbagliati, correggi direttamente la voce biografica; le modifiche saranno visibili in questa lista entro pochi giorni. Per chiarimenti vedi il progetto biografie. La lista contiene solo le 10 persone che sono citate nell'enciclopedia e per le quali è stato implementato correttamente il template Bio. Pagina aggiornata al 10 ago 2025. |

- 3 marzo - Abd al-Rahman Sanchuelo
- 6 giugno - Ibn Yunus, astronomo egiziano (n. 950)
- 15 agosto - Arduino di Rimini, presbitero italiano
- 13 novembre - Dedi I di Wettin, nobile tedesco
- Bruno di Querfurt, missionario e arcivescovo tedesco (n. 974)
- Papa Giovanni XVIII, papa e cardinale italiano
- Gunnlaugr Illugason, poeta islandese (n. 984)
- Pietro II Orseolo, doge (n. 961)
- Fujiwara no Nagatō, poeta giapponese (n. 949)
- Ōe no Yoshitoki, poeta giapponese